# Поєдинок мисливців
«Поєдинок мисливців» (англ. Duel of the Hunters) — восьма серія другого сезону мультсеріалу "Людина-павук" 1994 року.

## Сюжет
Жахлива генетична мутація Людини-павука досягає своєї кульмінації і він перетворюється на НадПавука. Тим часом доктор Марія Кроуфорд просить Сергія Кравіноффа, відомішого як Крейвен-Мисливець, допомогти їй перемогти Людину-павука і ввести йому антидот. Але у Карателя інші плани на Людину-павука: він планує знищити його. Між Карателем та Крейвеном починається жорстокий бій, але все ж таки Крейвен вводить Павукові антидот і він знову стає людиною.

## У ролях
- Крістофер Деніел Барнс — Пітер Паркер/Людина-павук
- Джим Каммінгс — НадПавук
- Сьюзан Біубіан — доктор Марія Кроуфорд
- Ліз Джорджез — Дебра Вітмен
- Патрік Лабіорто — Флеш Томпсон
- Марла Рубінофф — Ліз Аллен
- Гері Імгофф — Гаррі Озборн
- Доунн Льюіс — детектив Террі Лі
- Нік Джеймсон — Майкл Морбіус
- Джон Бек — Френк Кастл/Каратель
- Роберт Аксельрод — Лінус Ліберман/Мікрочип
- Грегг Бергер — Сергій Кравінофф/Крейвен-Мисливець